# Silenzio!
Silenzio! (Pas de vagues) è un film del 2024 diretto da Teddy Lussi-Modeste, con protagonista François Civil.

## Trama
Julien è un giovane insegnante di francese che lotta per ripulire il suo nome dopo essere stato ingiustamente accusato di molestie da una sua studentessa.

## Produzione
Le riprese sono cominciata il 9 novembre 2022 a Parigi e si sono concluse il 10 dicembre 2022.
Ha avuto un budget di 3,9 milioni di euro.

## Distribuzione
Il film è stato presentato in anteprima al Ramdam Festival di Tournai il 18 gennaio 2024. È stato distribuito nelle sale cinematografiche francesi a partire dal 27 marzo 2024 e in quelle belghe dal 3 aprile 2024. È stato distribuito nelle sale cinematografiche italiane da No.Mad Entertainment a partire dal 27 febbraio 2025.

## Accoglienza
Il film ha incassato l'equivalente di 3,1 milioni di dollari in Francia.